# Berta Róbert
Berta Róbert (Szeged, 1976. július 4. –) magyar kézilabdázó, szélső poszton. Pályafutása során a Tisza Volán SC 1996-os bajnokcsapatának tagja volt, majd a Pick Szeged meghatározó játékosaként 2006-ban Magyar Kupát, 2007-ben pedig magyar bajnoki címet nyert. Tagja volt a magyar férfi kézilabda-válogatottnak is, ahol 34 alkalommal szerepelt. Visszavonulása után sem szakadt el a sporttól; jelenleg a Tisza Volán SC kézilabda-szakosztályának vezetője. Két gyermeke van, Botond és Noémi.

## Pályafutása

### Korai évek és a Tisza Volán SC
Berta Róbert 1976. július 4-én született Szegeden, és itt kezdte meg kézilabdás pályafutását is az utánpótlásban. Korán sikeres lett, hiszen már az 1995–1996-os szezonban tagja volt a magyar bajnoki címet nyert Tisza Volán SC felnőtt csapatának. Ez a siker jelentős lépcsőfok volt karrierjében.

## Pick Szeged
A Tisza Volán után Berta Róbert az SC Pick Szegedhez igazolt, ahol hosszú éveken át meghatározó szélső játékosként szerepelt. Rendszeresen pályára lépett a magyar első osztályban, és részt vett a klub nemzetközi szereplésein is. Az Európai Kézilabda Szövetség (EHF) adatai szerint 1997 és 2007 között több szezonban is szerepelt a Bajnokok Ligájában és az EHF Kupában. Az EHF versenysorozatokban összesen legalább 66 alkalommal lépett pályára a Pick Szeged színeiben (például a 2003–2004-es szezonban 34, a 2004–2005-ösben 15, a 2005–2006-osban 12, a 2006–2007-esben pedig 5 mérkőzésen).
A Pick Szegeddel 2006-ban (a 2005–2006-os szezonban) nyerte el a Magyar Kupát. A döntőt Pécsen rendezték, ahol a Pick Szeged 28–24-re győzte le a Veszprémet. A következő, 2006–2007-es szezonban pedig pályafutása legnagyobb klubbravúrjaként magyar bajnoki címet szerzett a Pick Szegeddel, ami a klub történetének második bajnoki aranyérme volt. A sikeres szezont követően, 2007-ben távozott a szegedi együttestől.

### Válogatott
Berta Róbert 1998 és 2002 között a magyar férfi kézilabda-válogatott tagja is volt. Összesen 34 alkalommal húzhatta magára a nemzeti mezt, és ez idő alatt 73 gólt szerzett.

## Pályafutása a Pick Szeged után és sportvezetői tevékenység
A Pick Szegedből való távozása után Berta Róbert alacsonyabb osztályú kézilabda-csapatokban folytatta aktív pályafutását egészen 2016-ig. A kézilabdától azonban nem szakadt el: sportvezetőként a Tisza Volán SC kézilabda-szakosztályának vezetője. Ezen a poszton 7–14 éves korú gyerekek oktatásával és versenyeztetésével foglalkozik, biztosítva a szegedi utánpótlás nevelését. Emellett fallabda edzőként is tevékenykedik.

## Eredményei és elismerései
- 1996 – Magyar Bajnok (Tisza Volán SC)
- 2006 – Magyar Kupa-győztes (Pick Szeged, 2005–2006-os szezon, döntő helyszíne: Pécs)
- 2007 – Magyar Bajnok (Pick Szeged)
- 1998–2002 – Magyar Kézilabda-válogatott tagja (34 mérkőzés / 73 gól)

## Magánélete
Berta Róbertnek két gyermeke van, Botond és Noémi.

## Lásd még
- Pick Szeged (kézilabda)
- Tisza Volán SC (kézilabda)
- Magyar férfi kézilabda-válogatott